# Luis Jonne
Luis Jonne (Montevideo, 18 luglio 1975) è un ex calciatore uruguaiano,  di ruolo centrocampista.

## Carriera

### Club
Ha giocato tutta la carriera tra Uruguay e Colombia.

### Nazionale
Ha disputato la sua unica partita per la Nazionale uruguaiana nel 1996.